# Formule J
Formule J est une ancienne émission quotidienne de musique pop/rock qui fut diffusée à partir de 1967 sur la chaîne radio de la Radio-Télévision belge (RTB).

## Historique
Formule J est la continuité de Jeunesse 67, une émission musicale de 1967 animée par Claude Delacroix et qui visait un auditoire de jeunes auditeurs.
Animée par le tandem Claude Delacroix et Michèle Cédric, Formule J était diffusée depuis les studios de Mons de la RTB et visait le même public jeune en proposant les tubes du moment et ce sur un ton décontracté. Son jingle emblématique était Green onions (en) de Booker T. and the M.G.'s et l'émission était connue pour les Haut placés, un hit-parade diffusé le vendredi soir, et les Vieux Machins du samedi.
L'émission a coexisté jusqu'en 1969 avec Salut les copains de Daniel Filipacchi. Mais alors que cette émission, diffusée sur Europe 1, ne proposait pratiquement que des versions françaises de chansons anglophones, la programmation de Formule J privilégiait les versions originales de ces chansons.
Formule J a permis ainsi au jeune public de Belgique de découvrir nombre d'artistes anglo-saxons comme Mungo Jerry, Creedence Clearwater Revival, David Bowie, Joe Cocker, sans parler des Beatles, Rolling Stones, Santana, Deep Purple, Slade, Beach Boys, Simon and Garfunkel, Bob Dylan et bien d'autres encore.